# Радойнов, Цвятко
Цвятко Колев Радойнов (болг. Цвятко Колев Радойнов, в СССР — Андрей Константинович Родионов или Радионов) — советский разведчик, один из руководителей Движение Сопротивления в Болгарии во время Второй мировой войны, полковник Рабоче-крестьянской Красной армии и генерал-майор Болгарской народной армии (посмертно).

## Биография
Цвятко Радойнов родился 10 февраля 1895 года в селе Крын Старозагорского округа княжества Болгария. В 1914 году, после окончания Казанлыкского педагогического училища, Цвятко был призван в армию, где вёл антивоенную пропаганду и уже состоял в Болгарской рабочей социал-демократической партии (тесных социалистов). После вступления Болгарии на стороне Центральных держав принимал участие в Первой мировой войне, в 1918 году был ранен и демобилизован. После войны Цвятко работал сельским учителем, но в 1921 году за коммунистическую деятельность был уволен. После военного переворота 9 июня 1923 года Радойнов был арестован. По некоторым источникам Радойнов принимал участие в Сентябрьском восстании в Бургасе, после разгрома которого был заочно приговорён к смертной казни и был вынужден бежать из страны, сначала в Турцию, а затем в СССР.

### На службе СССР
В период с 1924 по 1926 года Радойнов занимался организацией болгарской сельскохозяйственной коммуны имени Димитра Благоева в селе Степановка Полтавского района Полтавской области, был её первым председателем.
В 1926 году Цвятко поступил в Военную академию им. М. В. Фрунзе, которую окончил в 1929 году, был зачислен в ряды Рабоче-крестьянской Красной армии и стал преподавателем академии. Во время Гражданской войны в Испании полковник Радойнов занимал должность военного советника при республиканской армии. В составе интербригады принимал участие в обороне Мадрида и сражении при Гвадалахаре.

### Болгарское Движение Сопротивления
По решению Заграничного бюро ЦК БКП Цвятко был направлен в Болгарию для организации партизанского движения сопротивления, перед этим он был зачислен в Специальный отряд войск НКВД. 5 августа 1941 года советская дизель-электрическая торпедная подводная лодка Щ-211 вышла из Севастополя с 14 болгарскими коммунистами на борту. Старшим группы был Цвятко Радойнов. Задача «подводников» была возглавить коммунистическое сопротивление в разных областях Болгарии. Подлодка достигла болгарского побережья 8 августа, но из-за риска быть обнаруженной, группа десантировалась на три дня позже — 11 августа, в устье реки Камчия, севернее мыса Карабурун.

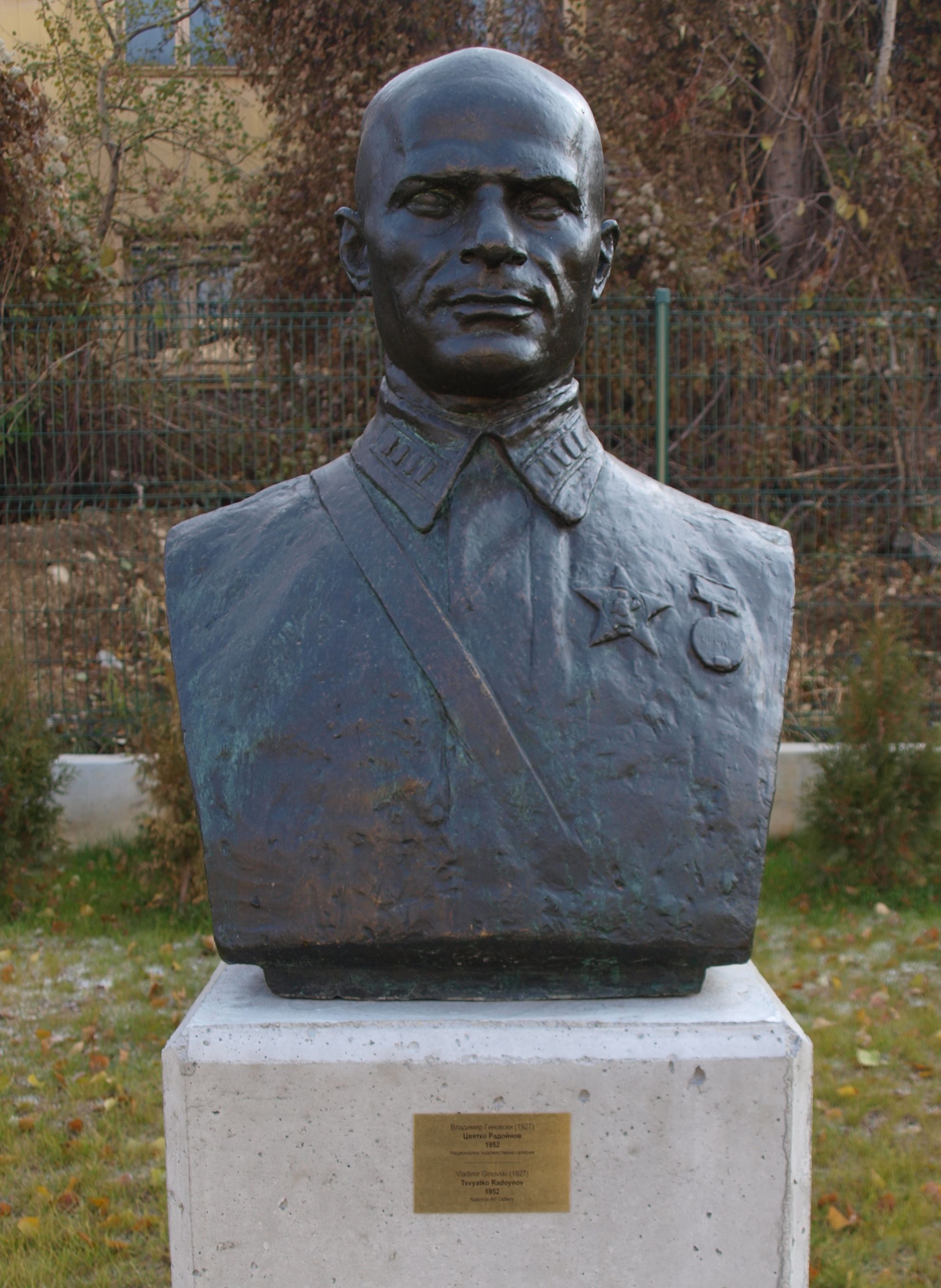
Бюст Цвятко Радойнову в парке Музея социалистического искусства, София.

В том же году Радойнов был введён в состав ЦК БКП и возглавил Центральную военную комиссию при ЦК Болгарской рабочей партии (БРП, легальное крыло БКП). В апреле 1942 года Цвятко Радойнов был арестован. Закрытый процесс над группой из 27 болгарских коммунистов, заброшенных в Болгарию с помощью советской разведки, начался 9 июня 1942 года в Софийском военно-полевом суде. 25 июня Радойнову в числе 18 подсудимых из 27 был вынесен смертный приговор, на следующий день на стрельбище Школы офицеров запаса в Софии осужденные были расстреляны.
В парке Музея социалистического искусства в Софии установлен бюст генерал-майора Цвятко Радойнова. В Казанлыке именем Радойнова был назван футбольный стадион (позднее переименован в «Севтополис»).